# 石柱土家族自治县
石柱土家族自治县（旧称“石砫縣”，1959年称“石柱縣”）位于中华人民共和国重庆市中东部，西临长江，东与湖北省相邻，距离重庆321公里，是重庆下辖的四个少数民族自治县中距离重庆主城区最近的一个。

## 行政区划
石柱土家族自治县下辖3个街道办事处、17个镇、13个乡：
南宾街道、万安街道、下路街道、西沱镇、悦崃镇、临溪镇、黄水镇、马武镇、沙子镇、王场镇、沿溪镇、龙沙镇、鱼池镇、三河镇、大歇镇、桥头镇、万朝镇、冷水镇、黄鹤镇、枫木镇、黎场乡、三星乡、六塘乡、三益乡、王家乡、河嘴乡、石家乡、中益乡、洗新乡、龙潭乡、新乐乡、金铃乡和金竹乡。

## 交通
- 351国道过境。

## 沿革
漢代時即為南蠻地；宋代置石砫安撫司，元代初置石砫軍民府，蓋以石潼關及砫蒲關而命名，明代置石砫宣慰司；清乾隆二十六年（1761年）升为石砫直隶厅，直隶四川省；1913年改石砫县，1959年改称为石柱县。

1959年6月16日國務院【國內曾字第174號】批復：國務院關於同意將越雋縣改名為越西縣、呷洛縣改名為甘洛縣、石砫縣改名為石柱縣給四川省人民委員會的批覆（1959年6月16日）

### 縣域沿革
民國時期，石砫縣的轄境，與酆都縣的邊境犬牙交錯，而且大塊小塊的飛地互插其間，極難管理。特別是酆都縣第四區，與酆都縣境完全脫壤，從西到東，由老林口、大沙壩，經橋頭壩、沙子關、金鈴壩、洗腳溪，以及從三星伴月，經土好坪、三匯場直到漆遼壩、黃鶴壩，插入石砫縣境內約250華里，幾乎把石砫縣分隔成南北兩片。
根據民國二十七年（1938年）四川省政府為了「區域整齊，管理便利」，所頒發的《整理插花飛地辦法》和調整縣界的命令。石砫、酆都兩縣政府於民國二十九年（1940年），著手清理、勘查、繪圖和商討調整插花飛地，並報經省府批准，限令民國三十年（1941年）十二月底以前分別交清。但由於受歷史和社會關係的影響，歷經風波，交接難成。直到四川省政府和第八區專員公署一再嚴令，又派員督辦，於民國三十一（1942年）四月十五日，兩縣縣長親赴橋頭區署，才辦理了全區交接手續，解決了調整縣界的主要問題。其餘零星飛地和邊界遺留問題的交接，直到民國三十五年（1946年）元旦，也基本得到解決，至此石砫縣形成了一塊比較完整的轄境。石砫、酆都兩縣相互調整交接插花飛地的具體情況如下：
- 一、石砫縣劃交酆都縣的地段

1. （一）民國三十一（1942年）四月一日，洋渡鄉全鄉8個保劃交酆都縣。因倒流水地段的邊界不夠合理，交錯較大，難於管理，居民又不願劃出。六月八日，經專署助理秘書和兩縣縣長重新實地勘定，將第六保老鴉沖一甲，第七保倒流水、喻家沖、甘溪漕等地，第八保丁家長沖、瓦窯壩水溝右側全部劃回，仍歸石砫管轄。
2. （二）民國三十一（1942年）五月一日，長坡鄉全鄉8個保劃交酆都縣；江池鄉第一、二兩保劃交酆都縣德建鄉，第三、四兩保劃交酆都縣五龍鄉；湖海鄉第十二、十五兩保劃交酆都縣平安鄉；沙谷鄉第九保，除葉家山、白鶴溪數戶之外，其餘劃交酆都縣龍孔鄉。江池、湖海、沙谷鄉交接時，個別界畔有爭議，後於四月二十日、二十二日和六月八日，先後經專署助理秘書和兩縣縣長，實地勘定界線後交接清楚。
3. （三）民國三十年至三十一（1941-1942年）調整插花飛地時，石砫縣先後將後池壩劃交酆都縣高家鎮；五龍場、水磨洞、馬家坪、蔡家灣、衝口、楊家壩劃交酆都縣崇實鄉；下壩場劃交酆都縣武平鄉；楓香塘劃交酆都縣暨龍鄉；譚家壩劃交酆都縣橋頭鄉；三王岩、龍家壩劃交酆都縣中益鄉；將軍石、苦竹園、下壩劃交酆都縣三匯鄉。

- 二、酆都縣劃交石砫縣的地段

1. （一）民國三十一年（1942年）四月十五日，劃交石砫縣地段：橋頭鄉全鄉13個保，中益鄉全鄉8個保，沙子鄉全鄉6個保，金鈴鄉全鄉6個保，栗新鄉全鄉6個保，洗新鄉全鄉6個保，子河鄉全鄉6個保（其中廂子石、小溝兩保，在民國三十一八月劃給馬武鄉，即今馬武鄉廂子村、磺廠村），三匯鄉全鄉9個保，龍沙鄉全鄉8個保。
2. （二）民國三十一年（1942年）五月一日，劃交石砫縣地段：德建鄉第六、七、八、九保劃交石砫縣大柏鄉，即今金彰鄉的白河村、金彰村、沿河村、柏樹村；德建鄉楓村（飛地）劃交石砫縣湖海鄉，即今五斗鄉的風光村；德建鄉三星伴月的第十、十一、十二、十三、十四保，劃交石砫縣湖海鄉，即今三星鄉的石星村、高勤村、石堰村、廟溝村、高歇村、南坪村、白楊村；平安鄉趙家店附近的兩個保，劃交石砫縣湖海鄉（今三樹鄉）；武平鄉大沖劃交石砫縣湖海鄉，即今三樹鄉的大沖村。
3. （三）民國三十一年（1942年）六月，太極鄉第一保一、二、三、四、五甲，劃交石砫縣沙谷鄉，即今鳳凰鄉流水村。
4. （四）民國三十一年（1942年）七月八日，雙龍橋、秦家壩、鄧家壩、仙橋灣、大歇街後十餘戶等飛地，劃交石砫縣大歇鄉。
5. （五）民國三十一年（1942年）十一月，武平鄉漆遼壩劃交石砫縣子河鄉，即今漆遼鄉。
6. （六）民國三十五年（1946年）一月一日，武平鄉第九保（龍潭河飛地），劃交石砫縣都會鄉，即今馬武鄉的龍潭村。

- 1952年7月31日，萬縣復興鄉所轄的新生、人和、黃龍、江家、雙河等5村劃歸石砫縣[6]。
- 1952年，忠縣復興鄉堰塘、雙河、鳳凰3個村，磨子鄉九、十村的3個小組及太極鄉的七、八兩個村劃歸石砫縣；石砫縣破口鄉第九村的一个组、第十村、十二村、十三村等4村八組劃歸忠縣[7]。
- 1952年10月10日，忠縣中興、黎王2個鄉劃歸石砫縣[8]。
- 1952年，酆都縣屬關張溝（民國三十一划歸石砫縣未交），在土地改革後，劃歸石砫縣，今屬五斗鄉平安村。

## 风景名胜
- 黄水国家森林公园
- 万寿寨，准丹霞地貌景观
- 洗脚溪
- 西沱云梯街

## 著名人物
- 秦良玉

## 特产
石柱黄连：中国地理标志产品。
截止2020年，全县莼菜种植面积1.4万亩，年产量1.4万吨，综合产值2亿元。石柱也成为“莼菜之乡”。